# بيغ ليك
بيغ ليك (بالإنجليزية: Big Lake)‏ هي مدينة أمريكية تقع في ولاية تكساس.تبلغ مساحة هذه المدينة 3.2 (كم²)،ويبلغ عدد سكانها 2885 نسمة حسب إحصاء سنة 2010 م. تشير إحصاءات سنة 2000م بان الكثافة السكانية في هذه المدينة تقدر بـ(898.6) نسمة/كم2.

## التركيبة السكانية
حدّد مكتب تعداد الولايات المتحدة بيانات التركيبة السكانية لبيغ ليك في تعداد الولايات المتحدة. في ما يلي، التركيبة السكانية حسب تعدادي 2000 و2010.

### تعداد عام 2000
بلغ عدد سكان بيغ ليك 2,885 نسمة بحسب تعداد عام 2000، وبلغ عدد الأسر 932 أسرة وعدد العائلات 751 عائلة مقيمة في المدينة. في حين سجلت الكثافة السكانية 466.1 نسمة لكل كيلومتر مربع (1,207.2/ميل2). وبلغ عدد الوحدات السكنية 1,148 وحدة بمتوسط كثافة قدره 185.5 لكل كيلومتر مربع (480.4/ميل2).
وتوزع التركيب العرقي للمدينة بنسبة 63.64% من البيض و3.29% من الأمريكيين الأفارقة و0.49% من الأمريكيين الأصليين و0.31% من الأمريكيين ذوي الأصول الآسيوية و30.33% من الأعراق الأخرى و1.94% من عرقين مختلطين أو أكثر و51.54% من الهسبانيون أو اللاتينيون من أي عرق.
بلغ عدد الأسر 932 أسرة كانت نسبة 54% منها لديها أطفال تحت سن الثامنة عشر تعيش معهم، وبلغت نسبة الأزواج القاطنين مع بعضهم البعض 69.4% من أصل المجموع الكلي للأسر، ونسبة 7.9% من الأسر كان لديها معيلات من الإناث دون وجود شريك، بينما كانت نسبة 3.2% من الأسر لديها معيلون من الذكور دون وجود شريكة وكانت نسبة 19.4% من غير العائلات. تألفت نسبة 18% من أصل جميع الأسر من عدة أفراد يعيشون في نفس المنزل ونسبة 7.8% كانت تتألف من شخص يعيش بمفرده يبلغ من العمر 65 عاماً أو أكثر. وبلغ متوسط حجم الأسرة المعيشية 3.05، أما متوسط حجم العائلات فبلغ 3.47.
بلغ العمر الوسطي للسكان 31.7 عاماً. وكانت نسبة 34.9% من القاطنين تحت سن الثامنة عشر، وكانت نسبة 7.6% بين الثامنة عشر والرابعة والعشرين عاماً، ونسبة 28.1% كانت واقعةً في الفئة العمرية ما بين الخامسة والعشرين والرابعة والأربعين عاماً، ونسبة 18.7% كانت ما بين الخامسة والأربعين والرابعة والستين، ونسبة 9.2% كانت ضمن فئة الخامسة والستين عاماً فما فوق. يوجد لكل 100 أنثى 98.3 ذكر، ويوجد لكل 100 أنثى في الثامنة عشر من عمرها فما فوق 97.7 ذكر.
بلغ متوسط دخل الأسرة في المدينة 33,478 دولارًا، أما متوسط دخل العائلة فبلغ 37,104 دولارًا. وكان متوسط دخل الذكور 31,056 دولارًا مقابل 17,656 دولارًا للإناث. وسجل دخل الفرد الخاص بالمدينة 12,829 دولارًا. وكانت نسبة 8.8% من العائلات ونسبة 11.3% من السكان تحت خط الفقر، وكان من هؤلاء نسبة 11.7% تحت سن الثامنة عشر ونسبة 23.2% في الخامسة والستين من العمر وما فوق.

### تعداد عام 2010
بلغ عدد سكان بيغ ليك 2,936 نسمة بحسب تعداد عام 2010، وبلغ عدد الأسر 981 أسرة وعدد العائلات 774 عائلة مقيمة في المدينة. في حين سجلت الكثافة السكانية 474.3 نسمة لكل كيلومتر مربع (1,228.4/ميل2). وبلغ عدد الوحدات السكنية 1,089 وحدة بمتوسط كثافة قدره 175.9 لكل كيلومتر مربع (455.6/ميل2).
وتوزع التركيب العرقي للمدينة بنسبة 76.74% من البيض و2.18% من الأمريكيين الأفارقة و0.61% من الأمريكيين الأصليين و0.20% من الأمريكيين ذوي الأصول الآسيوية و18.39% من الأعراق الأخرى و1.87% من عرقين مختلطين أو أكثر و62.36% من الهسبانيون أو اللاتينيون من أي عرق.
بلغ عدد الأسر 981 أسرة كانت نسبة 43.4% منها لديها أطفال تحت سن الثامنة عشر تعيش معهم، وبلغت نسبة الأزواج القاطنين مع بعضهم البعض 62.4% من أصل المجموع الكلي للأسر، ونسبة 9.9% من الأسر كان لديها معيلات من الإناث دون وجود شريك، بينما كانت نسبة 6.6% من الأسر لديها معيلون من الذكور دون وجود شريكة وكانت نسبة 21.1% من غير العائلات. تألفت نسبة 17.9% من أصل جميع الأسر من عدة أفراد يعيشون في نفس المنزل ونسبة 6.7% كانت تتألف من شخص يعيش بمفرده يبلغ من العمر 65 عاماً أو أكثر. وبلغ متوسط حجم الأسرة المعيشية 2.97، أما متوسط حجم العائلات فبلغ 3.36.
بلغ العمر الوسطي للسكان 32.5 عاماً. وكانت نسبة 30.8% من القاطنين تحت سن الثامنة عشر، وكانت نسبة 9% بين الثامنة عشر والرابعة والعشرين عاماً، ونسبة 25.9% كانت واقعةً في الفئة العمرية ما بين الخامسة والعشرين والرابعة والأربعين عاماً، ونسبة 24.4% كانت ما بين الخامسة والأربعين والرابعة والستين، ونسبة 10% كانت ضمن فئة الخامسة والستين عاماً فما فوق. وتوزع التركيب الجنسي للسكان بنسبة 50.9% ذكور و49.1% إناث.

## أعلام
- أليسيا تومسون